# Староятчинская волость
Староятчинская волость — административно-территориальная единица в составе Елабужского уезда Вятской губернии, с 1921 года — Можгинского уезда Вотской АО. Упразднена в 1924 году, территория волости вошла в состав Граховской и Троцкой волостей.
Волостное правление располагалось в деревне Старые Ятчи.

## История
Староятчинская волость образована в 1859 году, когда Граховская волость была разделена на три волости: Граховскую, Макан-Пельгинскую и Староятчинскую.
В 1885 году волость включала 7 сельских обществ, 7 поземельных общин, 16 селений, 960 дворов. По семейным спискам в волости числилось 2584 душ мужского пола и 2840 женского. Важнейшие населённые пункты: Старые Ятчи, Архангельское (Крымская Слудка) и Рождественское (Мещеряково).
| Характеристика              | 1894 год | 1900 год | 1905 год | 1909 год | 1916 год |
| --------------------------- | -------- | -------- | -------- | -------- | -------- |
| Численность населения       | 7789     | 8555     | 8149     | 8849     | 9823     |
| Количество сельских обществ | 8        | 8        | 8        | 8        | 15       |
| Количество селений          | 18       | 18       | 17       | 17       | 18       |
| Количество дворов           | 1452     | 1499     | 1423     | 1386     | 1648     |

27 марта 1919 года Елабужский уезд вместе со Староятчинской волостью был передан в Казанскую губернию.
18 июня 1920 года Староятчинская волость Елабужского уезда была возвращена в Вятскую губернию.
5 января 1921 года, в связи с образованием Вотской АО, в северной части упразднённого Елабужского уезда образован Можгинский уезд, в состав которого среди прочих входит и Староятчинская волость. Волость упразднена 28 июля 1924 года, её сельсоветы вошли в состав Граховской и Троцкой волостей.